# Vama (okręg Satu Mare)
Vama (węg. Vámfalu) – wieś w Rumunii, w okręgu Satu Mare, w gminie Vama. W 2011 roku liczyła 3486 mieszkańców.